# Palazzo Sclafani

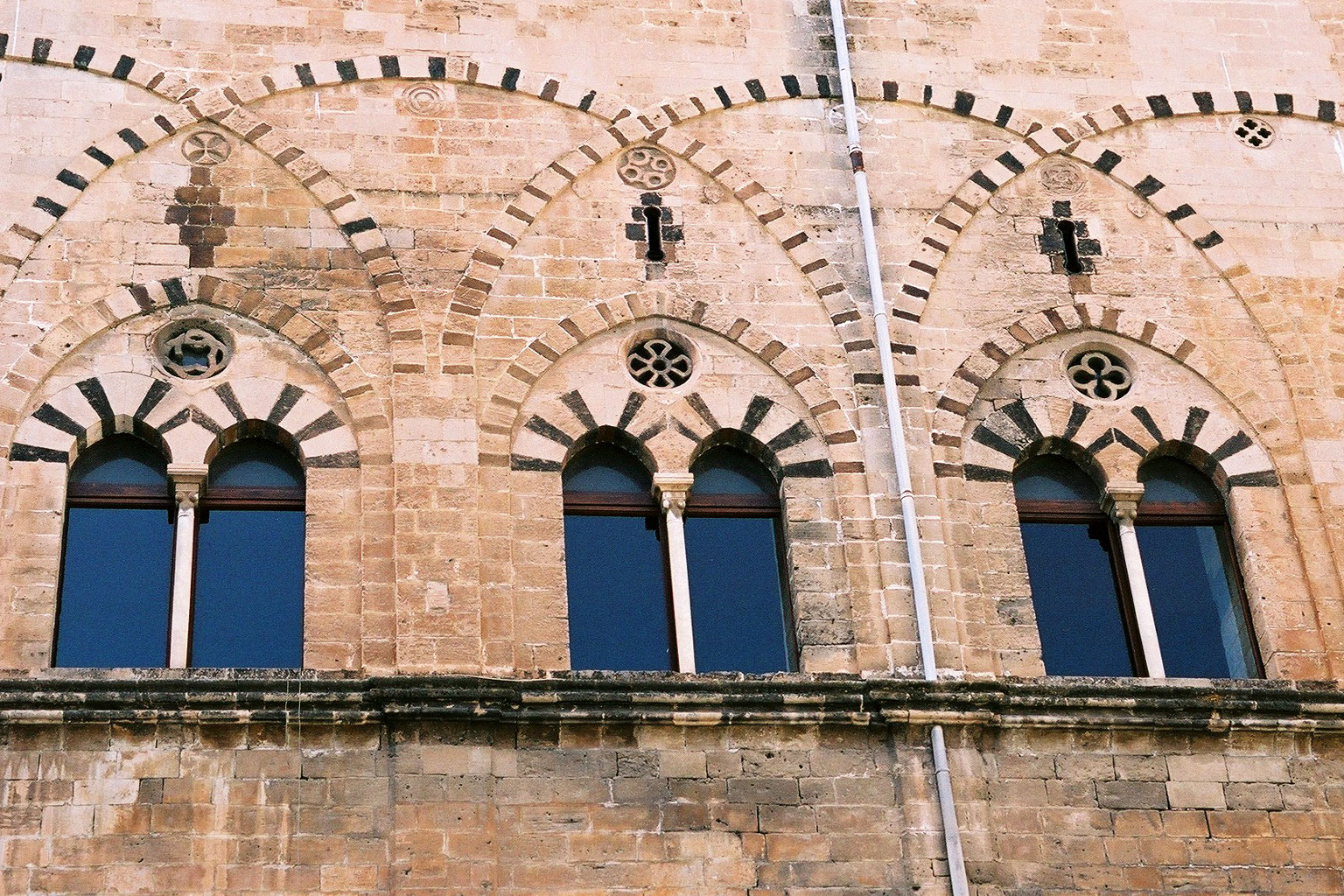
Le bifore.

Il Palazzo Sclafani è un edificio storico ubicato sul Piano di Palazzo a Palermo, in prossimità del Palazzo dei Normanni.

## Storia

### Epoca aragonese
Costruito in posizione privilegiata dal feudatario Matteo Sclafani, conte di Sclafani e Adernò, una porzione d'edificio si affaccia sulla piazzetta dirimpetto alla chiesa di San Giovanni Decollato. I lavori ebbero inizio nel 1330, come testimonia una targa marmorea, in seguito ad una sfida sorta col cognato Manfredi Chiaramonte, un frammisto tra scommessa e provocante competizione. Manfredi, esponente di spicco della fazione latina, fu promotore della costruzione del Palazzo Chiaramonte o Hostèrium Magnum in contrapposizione allo Sclafani che, nonostante vantasse discendenza normanna, parteggiava per la fazione catalana. Morto Matteo Sclafani nel 1354, la potente e ricca famiglia si estinse per mancanza di eredi maschi, nonostante i tre matrimoni contratti, i figli legittimi e i naturali. La lotta per la successione fra i vari generi durò 43 anni. Nel 1400 il grande palazzo fu confiscato e assegnato ad una nobile famiglia spagnola.
Il 4 gennaio 1430 con la finalità di accorpare gran parte dei numerosi piccoli ospedali cittadini, tutti di estrazione e pertinenza religiosa, fu istituita un'apposita commissione sotto l'egida del sovrano Alfonso V d'Aragona e dell'arcivescovo Ubertino de Marinis; il compito fu affidato a Giuliano Majali, esponente dell'Ordine benedettino dell'abbazia di San Martino alle Scale. Per l'associazione in un'unica grande struttura fu identificato l'abbandonato e centralissimo palazzo degli Sclafani, per incuria destinato a rovina irreversibile. L'edificio apparteneva a Sancio di Rodorico de Lyori, visconte di Gagliano, gentiluomo residente in Spagna, fisicamente impossibilitato a verificare e curare con continuità le condizioni statiche e d'agibilità dell'immobile. Il nobile, considerata la destinazione d'uso, si accontentò volentieri della cifra stimata dalla commissione come titolo di risarcimento.
Nel 1431 il Papa Eugenio IV approva la fondazione dell'ospedale. Per gli adeguamenti l'aspetto originario dello stabile fu stravolto nel 1435 quando nelle sue strutture s'insediò definitivamente l'Ospedale Grande e Nuovo, poi Ospedale Civico di Palermo.

### Epoca contemporanea
Nel 1832 dopo i moti, le proteste e tutta una serie di insurrezioni cittadine, l'aggregato fu parzialmente trasformato in caserma. Dopo i disordini provocati dai moti di Palermo del 1848, palazzo Sclafani fu dichiarato bene demaniale, l'amministrazione dell'Ospedale ne mantenne il possesso fino al 1852, quando l'istituzione ospedaliera fu definitivamente trasferita nei locali della casa gesuitica di San Francesco Saverio fino all'8 settembre 1943, allorquando l'intero complesso della compagnia di Gesù fu raso al suolo durante un'incursione aerea nel contesto dei bombardamenti cittadini della seconda guerra mondiale. In realtà il complesso di san Francesco Saverio non fu mai bombardato ma demolito dalla Regione Siciliana per realizzare un pensionato universitario. La chiesa omonima dell'arch. Angelo Italia è perfettamente funzionante ed è caratterizzata dall'impianto centrale e da sistema delle cupole.
Palazzo Sclafani fu destinato a gendarmeria. L'amministrazione militare ne fece il proprio quartiere di truppa riconfigurandone e alterandone ulteriormente gli ambienti.
Recenti rilevamenti e scavi archeologici, eseguiti nel cortile del palazzo, hanno riportato alla luce interessanti vestigia delle antiche mura cittadine riferibili all'epoca araba, come pure una piccola parte romana consistente nell'angolo di un peristilio, di una Domus di età romana.
Fino agli anni 2000 è stata sede del Comando Regione Militare Sud dell'Esercito Italiano, oggi del Comando Regione militare Sicilia.

## Stile

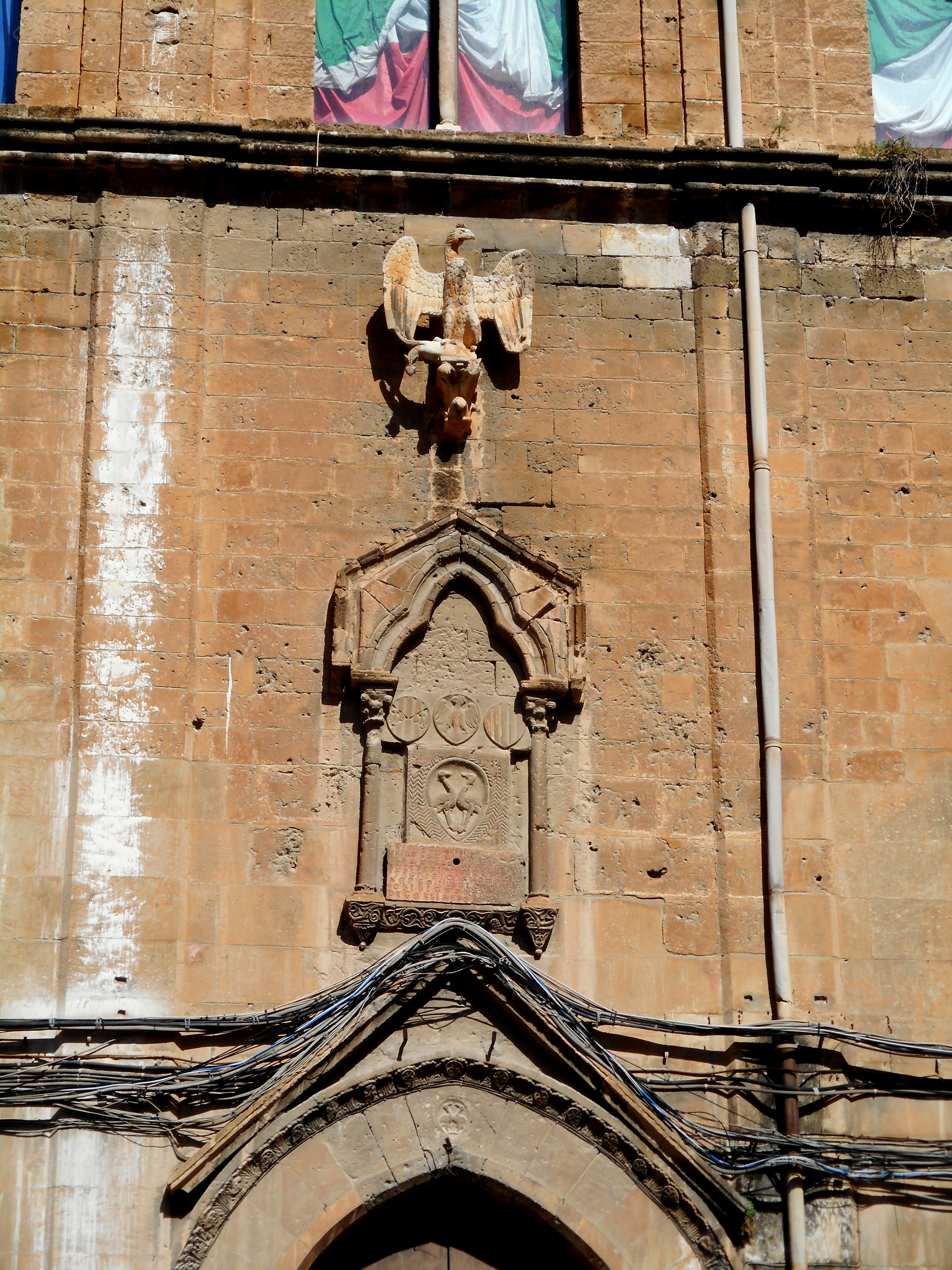
Edicola della facciata di Palazzo Sclafani

La facciata presenta alte arcate intrecciate che includono bifore di derivazione normanna che creano un elaborato disegno prodotto dall'alternarsi di tarsie bicrome: conci di tufo e tessere di lava. La decorazione del terzo ordine è arricchita da piccoli rosoni multiformi riproducenti spesso motivi a girali, essi sono presenti ai vertici delle ogive e agli incroci degli archi. Il portale d'ingresso in stile gotico è sormontato da un'edicola con arco trilobato e ancora più in alto, dall'aquila che ghermisce fra gli artigli una lepre, opera dello scultore Bonaiuto Pisano.
L'edicola reca su stemmi marmorei, elementi molto ricorrenti su tutti i portali, prospetti e ambienti del palazzo, le armi e le insegne di casa Sclafani raffiguranti due gru che si affrontano, gli stemmi della Città di Palermo, del Regno di Sicilia e del Regno d'Aragona. La facciata sud in marmo con armi della Casa d'Aragona reca nel cantonale meridionale la ruota degli esposti. Il cortile interno presenta colonne tramutate nel 1778 in pilastri con 16 archi, un secondo ordine parzialmente ricostruito con logge ad arco ad ogiva, al centro è documentata una fonte, resti arabi e d'epoca romana sono stati rinvenuti durante le campagne di scavi e di restauri.

## Opere documentate
- 1446c., Trionfo della morte.[1][11]
- XVI secolo, Giudizio Universale, dipinto di Antonello di Crescenzio.[1]
- 1562, Pentecoste o Discesa dello Spirito Santo, dipinto di Simone de Wobreck documentato nell'atrio[11] oggi custodito nella Galleria regionale di Palazzo Abatellis di Palermo.
- 1633 - 1634, Paradiso e Purgatorio, episodi di cicli d'affreschi raffiguranti rispettivamente la Santissima Trinità, la Vergine, Sant'Ignazio di Loyola, altri santi e le anime del Purgatorio che ascendono al Paradiso, - il secondo le Anime purganti, dipinti realizzati nel cortile e trasportati su tela, opere realizzate da Pietro Novelli,[1] oggi custodite nella Galleria regionale di Palazzo Abatellis di Palermo.[12]
- ?, Madonna dell'Idria, dipinto su tela documentato nella cappella di palazzo.[13]

## Ospedale Civico
Altrimenti noto come Ospedale Grande e Nuovo. La commissione formata da Pietro Pollara, procuratore dell'arcivescovo Ubertino de Marinis, i rettori della Compagnia di Santa Maria di Candelora stanziata nell'Ospedale di San Bartolomeo, il rettore dell'Ospedale di San Giovanni dei Tartari fra Giuliano Majali e i nobili Francesco Ventimiglia, Arduino Geremia, Pietro Afflitto e Guglielmo Sciabica, accorpò più sedi in un'unica istituzione.
- Ospedale Grande e Nuovo sotto il titolo dello «Spirito Santo» dei Religiosi Cappuccini.[14][15] Con l'accorpamento del 1431 confluiscono 24 diverse istituzioni sanitarie, fra esse:
  - Ospedale di Sant'Antonio a Montesanto presso Porta Termini, struttura servita dalla Compagnia della Carità.[16]
  - Ospedale di San Dionisio Aeropagita, struttura prossima a Casa Professa riservata alla nobiltà.[17][18]
  - Ospedale di San Giacomo la Mazara o Ospedale di San Giacomo dei Militari o Ospedale di San Giacomo degli Spagnoli, struttura annessa alla Collegiata di San Giorgio in Alga (tempio documentato nel recinto prossimo a Palazzo Reale).[18][19][20][21]
  - Ospedale di Santa Maria la Mazara o Ospedale di Santa Maria de' Massara o Ospedale della Macina, 1431 - 1433, struttura annessa alla Collegiata di San Giorgio in Alga.[18]
  - Ospedale di San Giovanni a Castellammare, adiacente alla chiesa di San Giovanni a Castellammare in località Piedigrotta.[22]
  - Ospedale di San Giovanni dei Lebbrosi o Ospedale di San Giovanni degl'Infetti. Struttura nata con funzioni di lebbrosario, successivamente utilizzata come lazzaretto e per il ricovero dei malati di mente, degli scabbiosi, dei tubercolotici.[22]
  - Ospedale di San Giovanni dei Tartari, struttura annessa alla chiesa di San Giovanni dei Tartari.
  - Ospedale di Santa Maria la Nova o Ospedale dei Pellegrini fondato nel 1339, struttura annessa alla chiesa di Santa Maria la Nova alla Loggia.[23][24]
  - Ospedale di Santa Maria la Raccomandata, struttura ubicata vicino a Casa Professa, riservata esclusivamente alle pie donne.[24]
  - Ospedale di San Teodoro, uno nel sito presso la chiesa di San Teodoro oggi chiesa delle Vergini, riservato a tutti i pellegrini.[25]
    - Ospedale di San Teodoro degli Uccisi (o scannati) nella contrada ove sorge la chiesa di San Giovanni dei Lebbrosi.[25]

  - Ospedale di San Bartolomeo l'Incurabili a Porta Felice, legato alla chiesa di San Nicolò alla Kalsa, servito dalla Compagnia di Santa Maria di Candelora, destinato alle cure di tisici e ulcerosi.[20][26][27]
  - Ospedale Filippone adibito alle sole donne.
  - Ospedale della Vicaria e Ospedale dei carcerati[28] dipendenze dell'Ospedale Grande e Nuovo.[26]
  - Ospedale di Santo Spirito,[29] il lazzaretto di contagio,[30] l'ospizio e le altre strutture ospedaliere annesse all'abbazia di Santo Spirito del Vespro.[31]

...
Gli atti della convenzione del 4 gennaio 1430 furono registrati il 3 settembre 1431 riconosciuti con bolla pontificia di Papa Eugenio IV. L'ospedale e in particolare le gancie di San Giovanni dei Lebbrosi e di San Bartolomeo furono esenti da dazi e gabelle.
In seguito Ferdinando II d'Aragona e Papa Innocenzo VIII aggregano l'abbazia di San Filippo di Fragalà e l'abbazia di Santa Maria di Maniace con le rispettive dipendenze, pertinenze e rendite il 12 aprile 1491. La grancia di San Giovanni dei Lebbrosi è aggregata dopo la cacciata dei Cavalieri Teutonici avvenuta nel 1492.
Nel 1504 è aggregata l'abbazia di Santo Spirito da re Ferdinando II d'Aragona e garantite le rendite dei feudi di Altoplano (Altavilla Milicia ?), Baucina, Randino, Rassino, Catuso.
Un rappresentante sedeva in Parlamento in qualità Pari Ecclesiastico e Abate Commendatario.
Dopo tre secoli la ducea di Bronte dipendente dall'abbazia di Santa Maria di Maniace fu ceduta a Horatio Nelson da Ferdinando I delle Due Sicilie nel 1800 per la difesa della Sicilia dall'invasione francese. Nel medesimo anno furono aggregate le rendite delle chiese di San Michele Arcangelo e di San Sebastiano.

## Il Trionfo della Morte

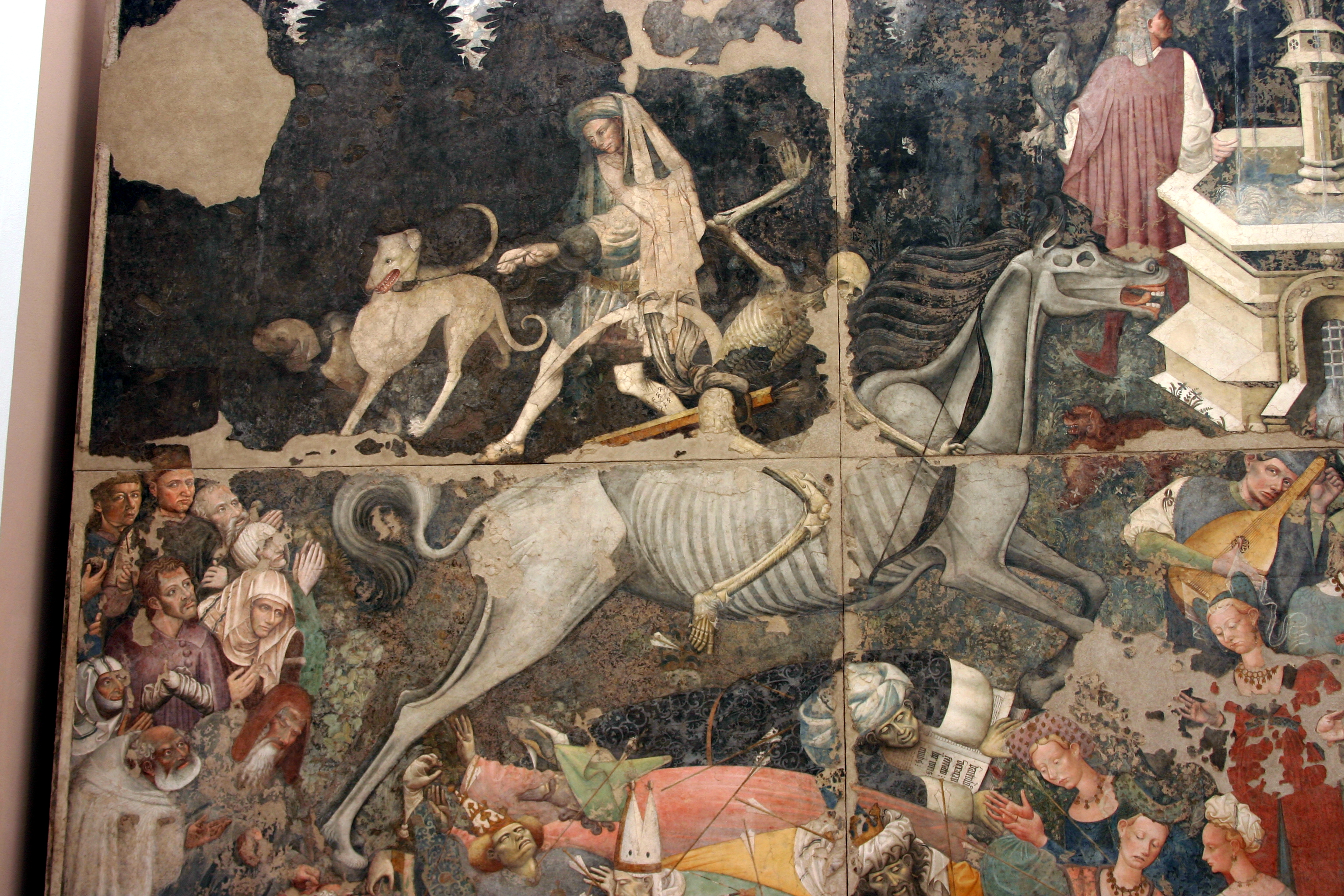
Parte dell'affresco del Trionfo della Morte.

Nel XV secolo, fra le decorazioni del cortile interno del palazzo spiccava l'affresco raffigurante il Trionfo della Morte. Staccato nell'ultimo dopoguerra, il dipinto è attualmente esposto nella Galleria Regionale della Sicilia di Palazzo Abatellis nel contesto dell'allestimento effettuato da Carlo Scarpa nel 1954, sottoposto al restauro curato dall'Istituto Centrale per il Restauro.
Sconosciuto è l'autore, la cui cultura è un groviglio di componenti ispaniche, fiamminghe ed italiane. Al centro della composizione, sotto la figura della Morte che cavalca uno scheletrico destriero, giacciono otto cadaveri, ciascuno colpito da una freccia dell'implacabile sterminatrice. Gli zoccoli anteriori e posteriori del cavallo delimitano con precisione la zona occupata dai corpi degli otto sventurati, fra i quali si identificano, dai copricapi e dalle corone, due pontefici (o un papa ed un antipapa), un vescovo ed un re.
Il tema della Morte a cavallo discende dall'Apocalisse tradizionalmente attribuita a Giovanni Evangelista:
Subito prima aveva fatto irruzione un cavaliere con arco su un cavallo bianco:
Il pittore del Trionfo della Morte sembra aver fuso le due iconografie. L'intenzione dell'artista è evidentemente di sottolineare che la morte non risparmia i potenti: ineluttabile e imprescindibile, svincolata dal censo, condizione o ragione sociale. Si trattava di un motivo diffuso anche nella letteratura e in particolare risultano congeniali alcuni versi del Triumphus Mortis di Francesco Petrarca:
Sul lato sinistro le figure di alcuni storpi o mendicanti e forse di umili eremiti, in atto d'impetrare l'umano e divino soccorso. Sono anch'esse in numero di otto e la loro condizione sociale si contrappone, evidentemente, a quella degli otto potenti annientati dalla morte.